# 쵸비
쵸비(본명: 정지훈, 2001년 3월 3일~)는 대한민국의 리그 오브 레전드 프로게이머로 아이디는 Chovy이다. 포지션은 미드라이너이며 현재 Gen.G 소속이다.

## 학력
- 제물포중학교 졸업
- 가좌고등학교 중퇴

## 선수 생활
2017 LoL KeSPA컵 당시 아마추어팀인 KeG 광주 팀으로 출전했다.
2018 시즌을 앞두고 리그 오브 레전드 챌린저스 코리아의 그리핀에 입단하면서 프로 커리어를 시작했다. 나이 제한이 풀린 후 팀 배틀코믹스와의 경기에서 출전하면서 프로 데뷔전을 치렀다. 처음에는 래더와 번갈아가면서 출전을 하였으나 서머 시즌 팀이 챔피언스로 승격한 이후에는 주전 경쟁에서 승리하면서 팀의 주전 미드라이너로 자리매김하였다. 2018 서머 시즌 팀의 준우승에 기여했다.
2018 케스파컵에서 우승을 차지하였으며 쵸비는 결승전 MVP에 선정되었다. 2019 스프링 시즌 동안 쵸비는 엄청난 폼을 보여주었다. MVP 포인트 1300점을 쌓았으며 10.70이라는 KDA를 기록하는 활약상을 선보였다. 이를 통해 팀의 준우승에 기여했다. 쵸비는 이와 같은 활약상을 통해 정규리그 종료 후 MVP에 선정되었다. 리프트 라이벌즈 2019에서 우승을 기록하기도 했다. 2019 서머 시즌에도 좋은 모습을 보여주었으나 최종적으로 준우승을 차지했다. 리그 오브 레전드 월드 챔피언십 2019에서는 8강에 진출했다.
2020 시즌을 앞둔 스토브 리그 기간 동안 원 소속팀인 그리핀에서 그리핀 사건이 발생하게 됨에 따라 쵸비는 FA 신분이 되었다. 이후 드래곤X에 입단하면서 그리핀 시절 감독이었던 씨맥과 재회했다. 스프링 첫 경기는 도란이 징계로 인해 출전하지 않아 탑 라이너로 출전하였으나 이후 팀의 주전 미드라이너로 출전했다. 이후 스프링 기간 동안 DRX의 에이스로 활동했다. 이와 같은 활약으로 인해 쵸비는 시즌 종료 이후 LCK 세컨드 팀에 선정되었다. 스프링 시즌 종료 이후 미드 시즌 컵에 참가했다. 미드 시즌 컵 기간 동안 쵸비는 좋은 모습을 보여주었으나 팀은 조별리그에서 탈락했다. 서머 정규리그 동안 소속팀인 DRX가 좋은 모습을 보여주면서 첫 우승을 노렸으나 당시 압도적인 포스를 보여주던 담원에 밀려 준우승을 기록했다. 리그 오브 레전드 월드 챔피언십 2020에 진출하였으며 조별리그를 2위로 끝내며 8강에 진출하였으나 8강에서 만난 담원에게 0-3으로 지면서 8강에서 탈락했다.
2021 시즌을 앞둔 스토브 리그를 앞두고 DRX 프런트의 BL성 홍보 등에 대해 불만을 드러내며 팬들의 화제를 불러일으키기도 했다. FA로 팀을 나온 후 한화생명 e스포츠에 입단했다. 한화생명 입단 이후 쵸비는 팀의 주전 미드라이너로 활약하였으며 팀의 포스트시즌 행을 이끌었다. 특히 1월 24일에 치러진 Gen.G와의 경기에서는 2세트와 3세트 동안 원 맨 캐리를 보여주며 팀의 2-1 승리를 이끌어내며 화제를 모았다. 시즌 종료 이후 LCK 올프로 세컨드 팀에 선정되었다. 서머 시즌에서도 팀의 주전 미드라이너이자 팀의 에이스로 자리를 잡았다. 하지만 팀은 서머 시즌 좋지 못한 모습을 보여주면서 포스트시즌 진출에 실패했다. 그럼에도 쵸비는 서머 시즌 종료 후 올프로 서드팀에 선정되었다. 서머 시즌 종료 후 치러진 리그 오브 레전드 월드 챔피언십 2021 선발전에서는 매 경기마다 압도적인 활약상을 보여주면서 팀의 롤드컵 진출에 기여했다. 리그 오브 레전드 월드 챔피언십 2021에서는 로스터에 포함되면서 참가했다. 쵸비는 팀의 주전 미드라이너이자 에이스로 활약하면서 팀의 8강 진출에 기여했다. 2021시즌 종료 후 FA를 선언했다.
2022 시즌을 앞두고 Gen.G에 입단했다.

## 소속팀
| # | 팀명             | 소속 기간             | 소속 리그 | 비고 |
| - | ---------------- | --------------------- | --------- | ---- |
| 1 | 그리핀           | 2018.03.07~2019.11.25 | CK LCK    |      |
| 2 | 드래곤X          | 2019.12.04~2020.11.17 | LCK       |      |
| 3 | 한화생명 e스포츠 | 2020.11.24~2021.11.16 | LCK       |      |
| 4 | Gen.G            | 2021.11.24~           | LCK       |      |

## 수상 내역
- 리그 오브 레전드 챌린저스 코리아 스프링 2018 우승
- 리그 오브 레전드 챔피언스 코리아 서머 2018 준우승
- 2018 LoL KeSPA컵 우승
- 2018 LoL KeSPA컵 최우수선수
- 스무살우리 리그 오브 레전드 챔피언스 코리아 스프링 2019 정규시즌 최우수선수
- 스무살우리 리그 오브 레전드 챔피언스 코리아 스프링 2019 준우승
- 리프트 라이벌즈 2019 우승
- 우리은행 리그 오브 레전드 챔피언스 코리아 서머 2019 준우승
- 리그 오브 레전드 월드 챔피언십 2019 8강
- 우리은행 리그 오브 레전드 챔피언스 코리아 스프링 2020 ALL-LCK 세컨드팀
- 우리은행 리그 오브 레전드 챔피언스 코리아 서머 2020 준우승
- 리그 오브 레전드 월드 챔피언십 2020 8강
- 리그 오브 레전드 월드 챔피언십 2021 8강
- 2022 리그 오브 레전드 챔피언스 코리아 스프링 준우승
- 2022 리그 오브 레전드 챔피언스 코리아 서머 우승
- 리그 오브 레전드 월드 챔피언십 2022 4강
- 2022 LCK 어워드 HP OMEN 실력으로 증명한 베스트 KDA 상
- 리그 오브 레전드 시즌 킥오프 2023 우승
- 2023 리그 오브 레전드 챔피언스 코리아 스프링 우승
- 2023 Mid-Season Invitational 4위
- 2023 리그 오브 레전드 챔피언스 코리아 서머 우승
- 2022년 항저우 아시안 게임 e스포츠 리그 오브 레전드 금메달 (대한민국)
- 리그 오브 레전드 월드 챔피언십 2023 8강
- 2024 리그 오브 레전드 챔피언스 코리아 스프링 우승
- 미드 시즌 인비테이셔널 2024 우승
- 2024 리그 오브 레전드 챔피언스 코리아 서머 준우승
- 이 스포츠 월드컵 2025 우승
- 미드 시즌 인비테이셔널 2025 우승